# Marc'Aurelio d'Argento per il miglior attore
Il Marc'Aurelio d'Argento per il miglior attore è stato un premio cinematografico assegnato al Festival Internazionale del Film di Roma.

## Albo d'Oro
| Anno | Attore              | Film                |
| ---- | ------------------- | ------------------- |
| 2006 | Giorgio Colangeli   | L'aria salata       |
| 2007 | Rade Šerbedžija     | Fugitive Pieces     |
| 2008 | Bohdan Stupka       | Serce na dloni      |
| 2009 | Sergio Castellitto  | Alza la testa       |
| 2010 | Toni Servillo       | Una vita tranquilla |
| 2011 | Guillaume Canet     | Une vie meilleure   |
| 2012 | Jérémie Elkaïm      | Main dans la main   |
| 2013 | Matthew McConaughey | Dallas Buyers Club  |